# Сражение при Куарте
Сражение при Куарте (исп. Batalla de Cuarte) — одно из сражений во время Реконкисты, произошедшее 21 или 25 октября 1094 года между войсками Сида Кампеадора и альморавидами.

План сражения при Куарте

## Предыстория
17 июня 1094 году Валенсия окончательно попала в руки Сида Кампеадора, и Юсуф ибн Ташфин, эмир альморавидов, приказал отбить ее и поручил командование экспедицией по ее захвату своему племяннику Юсуфу Абу Абдулле Мухаммаду. В середине августа ему пришлось мобилизовать войска в Сеуте, отправить их через Гибралтарский пролив и усилить гарнизоны Андалусии перед походом на Валенсию. Поход объединённого альморавидского войска силами более 10 тысяч зародил надежды мусульман Валенсии на освобождение.
Как только Сид Кампеадор услышал, что в первых числах сентября армия альморавидов начала поход на Валенсию, он приказал отремонтировать городские стены и, возможно, построил новые укрепления из утрамбованной земли для защиты предместий и городских ворот. Были созданы запасы еды, оружия. Для отпора противнику он смог собрать от 4000 до 8000 бойцов, половина из которых была тяжелыми кавалеристами.
Подошедшая армия альморавидов расположилась лагерями в Мислате и Куарт-де-Поблете, в нескольких километрах от Валенсии, и в октябре начала осаду и атаки на предместья города. Сид обратился за помощью к Альфонсо VI Леонскому, и когда об этом узнали в мусульманском лагере, боевой дух осаждающих пал, началось дезертирство. Это привело к тому, что южная и юго-западная часть Валенсии осталась не окружённой.

## Ход сражения
Деморализация и потери мусульманской армии дали Сиду возможность подготовить вылазку, чтобы разгромить осаждающих в генеральном сражении и таким образом прорвать осаду.
Ночью или рано утром 21 октября, проведя основную часть своей армии через южные ворота города и сделав широкий крюк, чтобы уйти как можно дальше от армии альморавидов и не быть обнаруженным, Сид расположиться позади арьергарда и лагеря противника. На рассвете (около 6:30 утра) другая, небольшая группа христианской конницы вышла из города через западные ворота, наиболее близкие к авангарду альморавидов, имитируя вылазку. Когда основная масса кавалерии альморавидов двинулась в погоню за этим отрядом, Сид с основными силами атаковал лагерь, застав противника врасплох. Альморавидам показалось, что прибыло подкрепление Альфонсо VI, и началась паника и бегство. К полудню Сид одержал быструю победу с небольшими потерями.
Непосредственным результатом победы Сида стал захват добычи, а также восстановление гегемонии в этой области полуострова.